# 체코 국립도서관

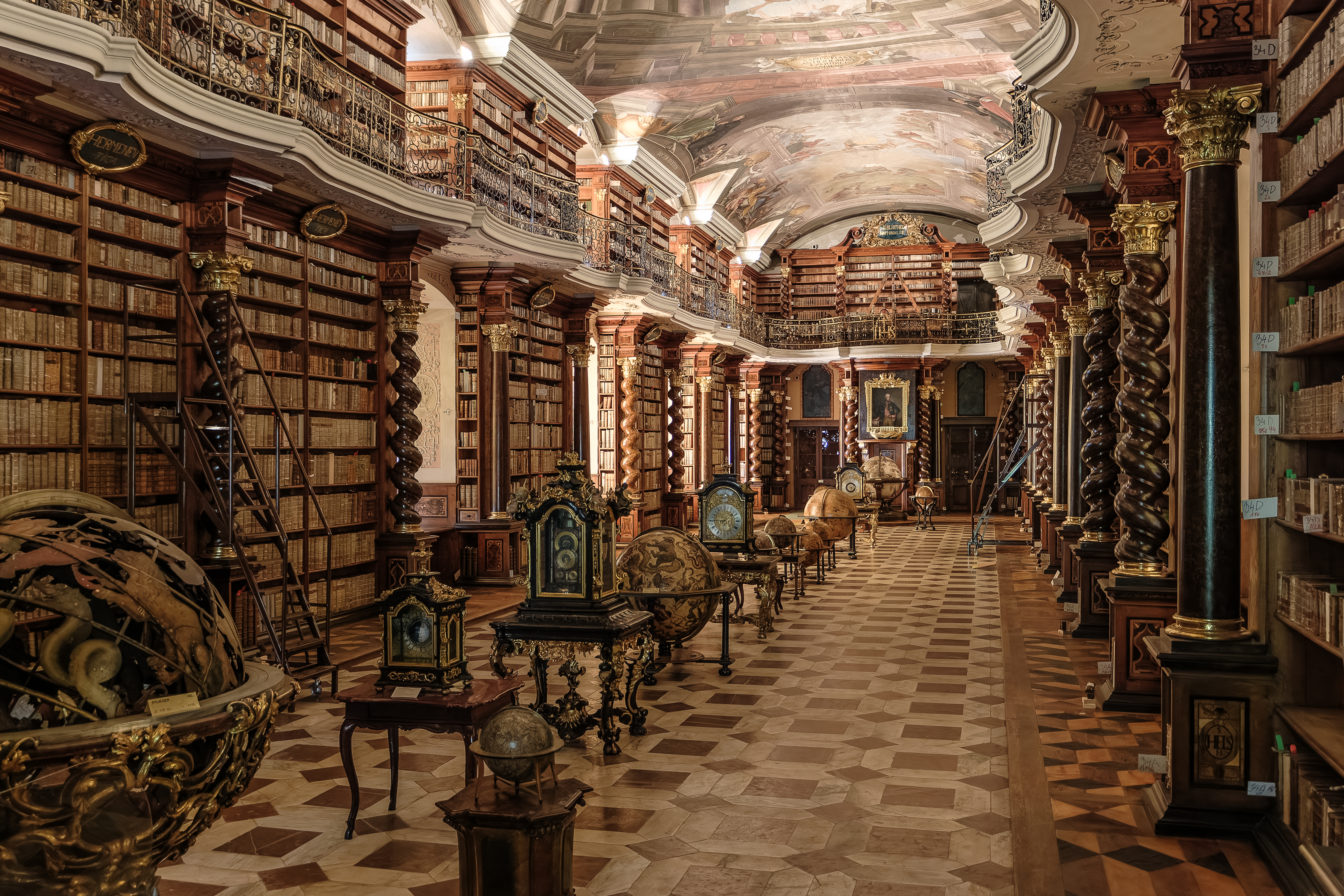
체코 국립도서관

체코 국립도서관(체코어: Národní knihovna České republiky)은 체코 프라하 클레멘티눔에 위치한 국립도서관이다.